# Pianos Become the Teeth
Pianos Become the Teeth — американская рок-группа, сформировавшаяся в 2006 году. Они исполняют свою музыку в стиле пост-рока и раннего скримо. Группа является частью «Волны» (The Wave) — новообразованной региональной сцены пост-хардкор музыки. Группа перезапустила свой дебютный альбом Old Pride в 2010 году через Topshelf Records.

## Музыкальный стиль
Pianos Become the Teeth известны среди пост-хардкор групп, входящих в состав «Волны» (другими её участниками являются La Dispute, Touché Amoré, Defeater и Make Do and Mend). В этом движении все группы пишут свои произведения с эмоционально-лирическим содержанием, делая двойной акцент на мелодичности и сильном перегрузе.
Pianos Become the Teeth пишут песни, основываясь на ранних скрим группах таких, как City of Caterpillar и Funeral Diner и, конечно, на пост-рок бэндах, к примеру, This Will Destroy You.
Вокалист Кайл Дафи пишет очень лирические тексты, в которых часто отражаются события его жизни или планы. В песне «Cripples Can’t Shiver» Дафи описывает своего отца и то, как борьба с рассеянным склерозом отразилась на его жизни.
В интервью для Hearwax Кайл прокомментировал, почему он пишет грустную лирику:

Я чувствую, что большинство из нас и большинство групп имеют тенденцию писать грустную лирику. Тяжело писать, когда ты счастлив. Это не значит, что мы не счастливы как люди.
В 2014 году группа подписалась на лейбл Epitaph Records и анонсировала Архивная копия от 21 октября 2014 на Wayback Machine выход своего третьего студийного альбома «Keep You», в котором вокалист Кайл Дафи отказался от использования скрим-вокала и запел чистым.

## Дискография
Studio releases
- 2008: Saltwater (EP)
- 2009: Old Pride
- 2011: The Lack Long After
- 2014: Keep You
- 2018: Wait For Love
- 2022: Drift

Split EPs
- 2009: Split with Ezra Joyce
- 2010: Split with The Saddest Landscape
- 2013: Split with Touché Amoré

## Видеоклипы
- Houses We Die In (2009)
- I’ll Be Damned (2011)
- Repine (2014)
- 895 (2015)
- Ripple Water Shine (2015)
- Charisma (2017)
- Bitter Red (2018)
- Love On Repeat (2018)

## Примечание
1. ↑  Stanley (Сентябрь 10,2010) «La Dispute Interview: Features: Caught In the Crossfire» Архивная копия от 10 марта 2012 на Wayback Machine. Попали под перекрестный огонь.
2. ↑  Эндрю Ненси (Август 6, 2010) «Touché Amoré, Pianos Become The Teeth Bring The Wave To Richmond» Архивировано 30 ноября 2010 года.
3. 1 2  Арон Нейтон (Ноябрь 6, 2009) «Interview with Pianos Become the Teeth» Архивировано 27 июля 2011 года.. Late Night Wallflower.
4. 1 2  Логан Броге (Ноябрь 12, 2009) «Dwelling on the Future: An Interview with Pianos Become the Teeth» Архивная копия от 11 июля 2011 на Wayback Machine  (недоступная ссылка с 14-08-2013 [4227 дней] — история, копия). Hearwax.